# اخترسپران
اخترسپران (نام علمی: Astraspida) نام یک راسته از زیررده بال‌سپرریختان است.